# Gominolas (serie de televisión)
Gominolas es una serie de televisión  producida por Globomedia para la cadena española Cuatro, que la estrenó el 6 de noviembre de 2007. Consta de una única temporada de siete capítulos con una duración cada uno de 30 minutos, aunque el primero dura 45 minutos. El creador de la serie es Nacho G. Velilla, también creador de Aída y 7 vidas. 
La serie comenzó su emisión el 6 de noviembre de 2007 a las 22:00 tras ser promocionada intensamente. La emisión de este primer capítulo, «Bailaré sobre tu tumba», se convirtió en el mejor estreno de la historia de Cuatro con 3.237.000 espectadores y un 17,1% de cuota de pantalla -cuando la media mensual de la cadena era del 7,4%-, siendo además líder en su franja horaria. Sin embargo, en las siguientes emisiones tuvo una pronunciada cuesta abajo, aunque siempre manteniéndose entre las 10 emisiones semanales de mayor audiencia de la cadena, superando incluso a Cuestión de sexo en 6 ocasiones. A pesar de haberse anunciado el rodaje una segunda temporada, Cuatro compró los derechos de la Eurocopa con el presupuesto de la serie y esta fue retirada tras la emisión del séptimo capítulo (justo el único capítulo con final abierto), el 18 de diciembre de 2007, quedando inédito un octavo episodio, ya grabado.
Fue la primera retransmisión en España que se podía seguir por televisión e Internet simultáneamente y, seguidamente de forma gratuita ‘on demand’ durante la semana siguiente a su emisión. También era posible la descarga de los capítulos desde la web de Cuatro en formato MP4, para poder verlos en la PSP, teléfonos móviles Symbian y iPod.
Meses después, Cuatro estrena una Web de venta de sus series y programas más innovadores a cadenas extranjeras. Entre esas series se incluye Gominolas

## Argumento
La serie narra, en una trama que mezcla humor negro con momentos dramáticos, la historia de un grupo de treintañeros marcados por el enorme éxito cosechado en su infancia con el grupo musical «Gominolas», parecido a Parchís y Regaliz. A raíz de la muerte de una de sus componentes, aquellos niños se reencuentran, 20 años después, convertidos en unos fracasados. Juntos intentan rehacer sus vidas, marcados por la fama perdida.
El primer paso será un concierto a beneficio de Samuel, el hijo de la gominola fallecida, Ingrid, al principio los demás no estarán muy apasionados con la idea, pero sus vidas les obligarán a aceptar el reto.

## Reparto

### Protagonistas
- Benja "regaliz" (Fernando Tejero) es el líder de los Gominolas, y el que tenía más talento. Su padre Jimmy Star, era el representante del grupo. 20 años después es un desgraciado sin oficio, que vive recordando sus momentos de gloria con el grupo, al borde del suicidio. Con el reencuentro de los Gominolas, Benja recuerda los sentimientos que tiene hacia Susana.
- Bruno "plátano" (Arturo Valls) era el más carismático del grupo, y el preferido por las fanes. Después de abandonar el grupo, lanzó un disco en solitario, Bruno canta a la bella Italia, que no consiguió salir de las gasolineras. Tras los años, malvive como cantante de karaoke y como gigoló, aunque también hace sus trabajos como payaso en despedidas de soltera y fiestas. Desde el primer episodio mantiene una relación con Susana.
- Susana "menta" (Kira Miró) es la guapa del grupo, tras dejar el grupo se casó con un millonario llamado Moncho, que le da todo el dinero que necesita, pero que solo la usa para ocultar su homosexualidad. Aunque engañe a Moncho (y este no dude en despreciarla), ella no duda en hacer todo lo posible para impresionarle y que, de alguna manera u otra, la quiera.
- Tinín "fresón" (Gorka Lasaosa) es el más pequeño de los Gominolas. Era el más inocente y adorable del grupo, con el paso de los años se dedica a ajustar cuentas para un mafioso y difícilmente puede controlar su ira, aunque lo está intentado con la ayuda de su psicóloga, Noelia, de la que está enamorado. Actualmente intenta encontrar un trabajo para poder salir adelante y no caer en los clichés de los ex presidiarios.
- Jimmy Star (Lluís Homar) es el padre de Benja y Noelia, fue el creador y mánager de Gominolas. 20 años después es un alcohólico que solo representa a grupos de dudosa calidad. Tras la muerte de su mujer, Aurora, ha tenido varias relaciones sexuales con mujeres casadas, prostitutas e incluso algunas de sus representadas.
- Noelia (Mariona Ribas) es la hermana de Benja, que nunca consiguió ser una gominola, por no ser lo suficientemente buena y estar demasiado gorda. Tras los años, Noelia consiguió una figura envidiable y se convirtió en una psicóloga respetada, aunque desarrolló un complejo con el que no era capaz de comer delante de la gente. Este complejo surgió por los insultos de Tinín cuando eran niños, aunque gracias a él ha conseguido superarlo.
- Ingrid "melocotón" (Yolanda Arestegui) es la narradora en off y la fallecida madre de Samuel. Ella es el motivo del reencuentro de los Gominolas que quedan vivos. Narra las aventuras y desventuras de los Gominolas.
- Richi (Fernando Albizu) es el mayor fan de los Gominolas. Siempre estaba con el grupo en las giras y era la madre de todos, sobre todo de Benja y Tinín. Actualmente regenta el disco-pub Gominolas. Es homosexual y siempre está dispuesto a ayudar a Jimmy, aunque esto le ha acarreado algún que otro problema. Estaba enamorado de Moncho (más concretamente de su voz porque le escuchaba en el programa de radio donde trabaja Moncho), aunque actualmente no está claro sus sentimientos.

### Personajes secundarios
Señor Peña: (Tomás del Estal) Dirige un club de alterne y es uno de los jefes de Tinín. Se dedica a darle trabajos de cobros de morosos o venganzas. Su madre es asidua a los servicios de Bruno.
Samuel: (Borja Sicilia) Es el hijo de Ingrid. Vive en un centro de acogida y tiene talento con los patines en línea, algo que Jimmy ha intentado explotar en un concurso.
Germán: (Santiago Molero) Excompañero musical de Bruno. Juntos hicieron varios plagios de canciones que tuvieron éxito en los 80 y principios los 90. Por culpa de Bruno su mujer lo dejó y perdió su trabajo.
Adela: (Cristina de Inza) Antigua peluquera de los Gominolas. Su marido tuvo un romance con Aurora, la madre de Benja y Noelia.
Aurora: (Cristina Plazas) Madre de Benja y Noelia y esposa de Jimmy. Murió de cáncer cuando el grupo tenía éxito. Antes de que naciera Benja, formó un dúo cómico con Jimmy, que tuvo cierto éxito. Su sueño, junto a Jimmy, era tener un chalet en las afueras de Madrid, aunque murió al poco tiempo de encontrar, como decía Jimmy: El terrenito perfecto.
Moncho: (Fernando Otero) Es el marido de Susana. Algo amanerado, es un hombre muy adinerado que trabaja como contertulio en un programa radiofónico cultural. No duda en menospreciar a Susana en público con tal de que las cosas salgan como él espera.

## Capítulos
Las fechas corresponden a su estreno en España por Cuatro (datos de audiencia de TNS).
| # | Título original                       | Director                      | Fecha de estreno        | Audiencia del estreno                               |
| --- | ------------------------------------- | ----------------------------- | ----------------------- | --------------------------------------------------- |
| 01 | «Bailaré sobre tu tumba»              | Nacho G. Velilla              | 6 de noviembre de 2007  | 17,1% de cuota de pantalla y 3.237.000 espectadores |
| Benja está al borde del suicidio cuando conoce la noticia de la muerte de Íngrid. Ello le impulsa a reunir al resto de los miembros de Gominolas, de nuevo, en concierto.                           |                                       |                               |                         |                                                     |
| 02 | «Horror en el hipermercado»           | Marc Vigil                    | 13 de noviembre de 2007 | 10,2% de cuota de pantalla y 1.978.000 espectadores |
| Tras el fracasado reencuentro de Gominolas, Benja empieza a buscar trabajo como actor, mientras intenta seducir a Susana quien, insatisfecha con su matrimonio, ha iniciado una relación con Bruno. |                                       |                               |                         |                                                     |
| 03 | «Rock and Roll Star»                  | Nacho G. Velilla y Marc Vigil | 20 de noviembre de 2007 | 8,8% de cuota de pantalla y 1.694.000 espectadores  |
| Benja prepara una fiesta para recibir a Samuel, el hijo de Íngrid, que va a salir del orfanato. Bruno, por su parte, decide regresar a los escenarios en el concurso musical de Algete.             |                                       |                               |                         |                                                     |
| 04 | «Mis problemas con las mujeres»       | Nacho G. Velilla              | 27 de noviembre de 2007 | 10,1% de cuota de pantalla y 1.915.000 espectadores |
| Benja descubre que su padre tuvo un lío con la antigua peluquera de Gominolas. Richi se enamora de un locutor de radio, que resulta ser Moncho, el marido de Susana.                                |                                       |                               |                         |                                                     |
| 05 | «Yo quiero tener un millón de amigos» | Marc Vigil                    | 4 de diciembre de 2007  | 8,9% de cuota de pantalla y 1.656.000 espectadores  |
| Benja está triste porque el día de su cumpleaños se siente solo. Susana enseña a Noelia como ligarse a un hombre.                                                                                   |                                       |                               |                         |                                                     |
| 06 | «So payaso»                           | Koldo Serra                   | 11 de diciembre de 2007 | 9,6% de cuota de pantalla y 1.824.000 espectadores  |
| Susana organiza una fiesta benéfica para niños refugiados de guerra y Jimmy se encargará de contratar a un payaso.                                                                                  |                                       |                               |                         |                                                     |
| 07 | «La vida sigue igual»                 | Marc Vigil                    | 18 de diciembre de 2007 | 6,7% de cuota de pantalla y 1.269.000 espectadores  |
| Jimmy contrata a Tinín como nuevo camarero para el Pub Gominolas, mientras Richi se encuentra de baja                                                                                               |                                       |                               |                         |                                                     |

## Banda sonora
Los temas musicales de los Gominolas se nutren de la composición de Guille Milkyway, creador de la banda La Casa Azul, que hizo, entre otras, las canciones Somos Gominolas, Como mola ser un Gominola, Algún día se hará realidad, Gomicumple y Gomivillancico, con la que la narradora, Yolanda Arestegui narrará a las vidas de los ex componentes de Gominolas.
Asimismo, durante la emisión de la serie se pueden oír varios temas de grupos como Nosoträsh o Los Ángeles, entre otros.